# Itura deridderae
Itura deridderae är en hjuldjursart som beskrevs av Segers 1993. Itura deridderae ingår i släktet Itura och familjen Ituridae. Inga underarter finns listade i Catalogue of Life.